# Mount Wilhelm
A Mount Wilhelm Pápua Új-Guinea legmagasabb hegycsúcsa. 4694 méter magas, a Bismarck-hegységben, az ország középső részén helyezkedik el.